# ペーパードライバー
ペーパードライバーは、自動車の運転免許証を取得し、有効な免許を保有するものの普段は運転することがない者や、運転する機会がない者のことを意味する。なお、英語圏では "driver on paper only" という。また、二輪車の運転免許を保有するものの普段は二輪車を運転することがない者のことは、ペーパーライダーという。（書類上のみで実態が乏しいという意味でのペーパー○○という表現は英語で通用しない。）
似た概念としてサンデードライバーがある。これは休日だけ運転する人、もしくは運転技能が未熟な人のことを意味する。

## 運転技能特性
ペーパードライバーの運転技能特性は、初心運転者に近いと見なされている。一方免許の種別としては「ゴールド免許」であることが多い。
- 車両制御機能 - ハンドル操作と周囲の状況把握など必要な複数の運転操作技能の効果的・効率的な統合の問題[5]
- 知覚技能 - 運転中の情報収集能力が未熟であるなど視覚探索や走査の能力の問題[5]
- 高次認知技能 - 経験不足による運転状況に潜む客観的な危険性の評価、適切な運転行為の選択、運転上の障害の解決能力の問題[5]
- 社会的技能 - 交差点で対向のトラックがハザードランプで合図をしたときの意味の取り違いによる事故など運転上のコミュニケーションの問題[5]

## 運転の忌避
一部の芸能人やプロスポーツ選手などでは、所属先との契約によって自動車の運転について制限されている。特に芸能人については交通事故、とりわけ対人事故の加害者となることは、たとえ円滑に示談が成立したとしてもスキャンダル扱いとなり、当面の間は活動の大きな支障となるため、テレビドラマやバラエティ番組の撮影といった業務上の必要から運転免許の取得・更新はさせても、プライベートでの自動車運転については禁じる芸能事務所もある。
芸能人やスポーツ選手などの著名人が自動車の運転中に交通事故を起こしたことをきっかけに、それまで事実上黙認状態であった所属の事務所やチームが運転を禁止した事例もある。日本相撲協会では1985年に当時前頭だった水戸泉が交通事故を起こしたことを機に、所属する力士の自動車運転を全面的に禁止する規則を定めて現在に至っており、すなわち運転免許を持つプロの力士は番付外から横綱まで全員がペーパードライバーということになる。

## 調査と統計
ペーパードライバーの中には運転自体が難しいわけではなく、道路上で運転することが怖いと感じる恐怖心や不安感をもつペーパードライバーも多いとされる。また経済的に自動車及び駐車場の保持が難しいという例もよく見られる。特にペーパードライバーにとって難しい判断となる要素に、人や自転車の路上への飛び出し、交差点、本線への合流などがある。自動車安全運転センターの「運転者群別の運転の実態に関する調査研究報告書」によると不安感はペーパードライバーに限らず90%以上の運転者が何らかの不安感をもっているとされる。ただし、ペーパードライバーは運転経験が少なく、この調査では「なんとなく不安」や「人や自転車、他の車にぶつけるかも知れない不安」の割合が他の運転者群に比較して高くなった。
ペーパードライバーには「運転免許の取得後にまったく運転経験の無い」という場合と、「過去に多少の運転経験があるが現時点では運転に携わっていない」という場合がある。特に、後者の場合については統計上一定期間で区切る必要があり、「過去に多少の運転経験を有するものの、調査時点以前1年間はまったく運転に従事していなかった者」を準ペーパードライバーと区分した統計もある。財団法人全日本交通安全協会が1995年10月中旬に全国18都道府県で実施した運転頻度に関するアンケート調査によると、回答者3,162人中「運転しない」と回答した者が94人（全体の3%）、「年2 - 3回」と回答した者が54人（全体の1.7%）となっている。

## 運転の支援

### ペーパードライバー教習
多くの自動車教習所では、公共交通の不便な地域への転居に際して自動車を購入するなどの事情により、自動車の運転が再度必要になったペーパードライバーを主な対象とした再教育や訓練をおこなう「ペーパードライバー教習」が設けられている。教習の内容は広範で、エンジンのかけ方から運転技術の指導まで含まれる。

### 教習上の支援
教習上の支援においては、運転中の運転席からの映像をパソコン上に提示し、特に注意すべき事象が起こりそうな場面で一時停止してユーザーが注意点を選択肢から選択することを繰り返し点数化するシステムが開発されている。

### 運転中の支援
運転中に支援する方法も提案されているが、運転状況の違いや個人の認知特性の違いに応じて臨機応変に指示を出す必要があるため、実用化に課題がある。